# Pertevniyal Spor Kulübü
El Pertevniyal Gençlik es un equipo de baloncesto turco con sede en la ciudad de Estambul, que compite en la TBL, la segunda división de su país. Disputa sus partidos en el Pabellón Deportivo Ahmet Cömert, con capacidad para 3500 espectadores.
El club fue fundado por los profesores y estudiantes del Pertevniyal High School en 1968. Es el filial del Anadolu Efes S.K..

## Posiciones en liga
| - 2001 - (1-3) - 2002 - (2) - 2005 - (6-2A) - 2006 - (11-2A) - 2007 - (8-2B) - 2008 - (2-2A) - 2009 - (5-2B) - 2010 - (6-2A) | - 2011 - (7-TB2L-A) - 2012 - (14-TB2L) - 2013 - (16-TB2L) - 2014 - (13-TB2L) - 2015 - (14-TB2L) - 2016 - (9-TB2L) |

## Palmarés
- Türkiye Genç Erkekler Basketbol Şampiyonası
  - Campeón: 2002, 2008, 2009, 2010, 2012, 2013

## Jugadores destacados
| - Willie Galick - Bulut Altın - Engin Atsür - Mert Başdan - Emre Bayav - Onur Baygur - Oğulcan Baykan - Enis Bayrak - Efe Beşok - Tolga Birer - Onuralp Bitim - Efekan Coşar - Berk Demir - Genco Ozan Dilik - Ahmet Düverioğlu - Şahin Ekmen - İlker Er - Bahadır Erdem | - Tamer Erdem - Koray Erdoğan - Murat Erensoy - Barış Erlim - Tayfun Erülkü - Erten Gazi - Samet Gülek - Ege Havsa - Barış Hersek - Ali Işık - Deniz Kılıçlı - Can Korkmaz - Furkan Korkmaz - Emircan Koşut - Melih Mahmutoğlu - Muhaymin Mustafa - Burak Nurkan - Berk Öken | - Bora Paçun - Ege Parlar - Valentin Pastal - Umur Peten - Ömer Sancaklı - Görkem Sönmez - Özcan Sürücü - Ramazan Tekin - Okben Ulubay - Hakan Uykan - Yiğit Can Vardal - Erkan Veyseloğlu - Alp Yener - Doğan Deniz Yiğit - Burak Can Yıldızlı - Damen Bell-Holter - Anthony Brown - Lamar Butler | - Glenn Cosey - Nicholas Covington - Sean Crawford - Justin Gray - Damontre Harris - Marvin Jefferson - Elijah Johnson - Alfrie Kelley - Joey Knight - Myles McKay - Dewayne Reed - K'Zell Wesson - Orhan Hacıyeva - Selim Saygın - Andrey Kislitsin - Cedi Osman - Duşan Cantekin - Aloysius Anagonye |